# 44.ª División de Granaderos (Alemania)
La 44.ª División de Granaderos (44. Reichs-Grenadier-Division "Hoch und Deutschmeister") fue una de las mejores divisiones del Heer durante la Segunda Guerra Mundial, tomando parte en batallas en todos los frentes de combate.

## Formación
La División se constituye el 1 de abril de 1938 en Viena, utilizando para ello a los componentes de la 2.ª División de infantería austriaca, del antiguo Ejército de Austria, incorporado al Heer tras el Anschluss o anexión de Austria por el Tercer Reich.

## Historial
A las órdenes del Teniente General Albrecht Schubert, la División forma parte del XVII Cuerpo de Ejército alemán durante la invasión de Polonia el 3 de septiembre de 1939, distinguiéndose en la conquista de la ciudad de Cracovia y en las operaciones de cruce del río Vístula. La División recorre en la campaña 540 kilómetros en tan sólo 18 días, con un promedio de 29 km por día.
En mayo de 1940, para la invasión de Francia la División es inicialmente mantenida en la reserva estratégica del OKH, siendo posteriormente asignada al VI Ejército alemán, entrando en combate el 15 de mayo de 1940. Su actuación preferente fue en retaguardia de las divisiones blindadas alemanas, ocupando el territorio, realizando acciones de limpieza y reagrupando a los prisioneros de guerra. Por este motivo sus bajas a lo largo de esta campaña fueron mínimas.
En junio de 1941, con motivo de la Operación Barbarroja, la unidad es agregada al Panzergruppe von Kleist, y combate en el sector meridional del Frente Oriental, en Ucrania. Durante la ofensiva del verano de 1942, formando parte del I Ejército Panzer, la División es destinada al cruce del río Donets para después girar, con el resto de las unidades alemanas, en dirección sur, hacia el Cáucaso. En agosto del mismo año, la unidad es transferida al VI Ejército alemán, que estaba a punto de alcanzar el río Volga en Stalingrado.
Con ese motivo, a partir de finales de noviembre de 1942 y durante los encarnizados combates de la fase final de la batalla de Stalingrado, la División se enfrentaba a sus últimos días de existencia como tal. Efectivamente, excepto los soldados heridos y sacados de la bolsa de Stalingrado por medio de un puente aéreo organizado por la Luftwaffe, la unidad queda destruida al completo junto con todo el resto del VI Ejército alemán, pasando todos los supervivientes a ser prisioneros de guerra del Ejército Rojo.
Tras la capitulación del VI Ejército alemán, por voluntad expresa de Adolf Hitler, el VI Ejército es nominalmente reconstituido, y con él lo es la "Hoch und Deutschmeister". Tras un período inicial de adiestramiento, la reconstituida División es enviada a Italia, en agosto de 1943, como elemento de reserva del Grupo de Ejércitos B. En diciembre del mismo año, la División es desplegada al sur de la ciudad de Roma para intentar frenar el avance de las tropas aliadas, distinguiéndose especialmente en los combates durante la batalla de Monte Cassino. La unidad permanece durante todo el año 1944 destinada en el frente italiano.
En febrero de 1945, es transferida al Frente Oriental, concretamente a Hungría, enfrentándose a las tropas de Ejército Rojo, retirándose combatiendo hasta Austria, donde sus restos se rinden a los Aliados en mayo de 1945.

## Teatros operativos
- Invasión de Polonia, septiembre de 1939
- Batalla de Francia, mayo a junio de 1940
- Frente Oriental, junio de 1941 a febrero de 1943
- Austria (formación) marzo a agosto de 1943
- Campaña de Italia, septiembre de 1943 a noviembre de 1944
- Frente Oriental, diciembre de 1944 a mayo de 1945

## Condecorados con la Cruz de Caballero
Un total de 25 miembros de la unidad recibieron la Cruz de Caballero de la Cruz de Hierro.

## Comandantes
- General de Infantería Albrecht Schubert, 1 de septiembre a 1 de octubre de 1939
- General de Infantería Friedrich Siebert, 1 de octubre de 1939 a 2 de mayo de 1942
- Teniente General Heinrich Deboi, 2 de mayo de 1942 a 31 de enero de 1943
- General de Infantería Dr. Franz Beyer, 1 de marzo de 1943 a 1 de enero de 1944
- Teniente General Dr. Fritz Franek, 1 de enero a 1 de mayo de 1944
- Teniente General Bruno Ortner, 1 de mayo a 25 de junio de 1944
- Teniente General Hans-Günther von Rost, 25 de junio de 1944 a 23 de marzo de 1945
- Coronel Hoffmann, 23 de marzo a 8 de mayo de 1945